# Āpkhvor
Āpkhvor (persiska: Ābchowr, آپخور) är en ort i Iran.   Den ligger i provinsen Nordkhorasan, i den nordöstra delen av landet, 600 km öster om huvudstaden Teheran. Āpkhvor ligger 1 469 meter över havet och antalet invånare är 437.
Terrängen runt Āpkhvor är lite bergig. Runt Āpkhvor är det ganska glesbefolkat, med 27 invånare per kvadratkilometer. Närmaste större samhälle är Bojnourd, 12,4 km nordväst om Āpkhvor. Omgivningarna runt Āpkhvor är i huvudsak ett öppet busklandskap.